# Knut Alvsson
Knut Alvsson (1455 – 18. srpna 1502) byl norský šlechtic a vzbouřenec. Ve své době byl nejpřednějším norským šlechticem. Byl dědicem nároku na norský trůn v souladu s pořadím nástupnictví dohodnutým norskou šlechtou a náboženským vedením země, když dynastie Sverre vymřela. V letech 1497 až 1499 sloužil jako velitel pevnosti Akershus, ale v roce 1499 byl odstraněn, když ztratil důvěru krále Jana I. Dánského. V roce 1501 vedl proti králi povstání, v čemž byl podporován a motivován zejména nespokojenou švédskou šlechtou. Janův syn (pozdější král Kristián II.), který vládl v Norsku jako vicekrál, však vzpouru potlačil. Navzdory příslibu dobrého zacházení v případě vzdání se byl Alvsson po dobrovolném vstupu na jednu z lodí prodánského šlechtice Henricha Krummedigeho zabit. Okolnosti zabití jsou nejasné, ale Krummedige tím patrně dovršil spor započatý otci obou šlechticů. Krummedige za to byl souzen, ale byl shledán nevinným. Povstání bylo úplně potlačeno až v prosinci 1504, vůdcem povstání se po Alvssonově smrti stal Nils Ravaldsson. Konečná porážka vzpoury upevnila dánsko-norské spojení, vzpoura znamenala poslední pokus o norskou nezávislost na více než 300 let. V literatuře 19. století byla Alvssonova smrt zromantizována, aby posloužila rodícímu se norskému nacionalismu. Učinil tak ještě i Henrik Ibsen ve hře Fru Inger til Østeraad, kde hrdina Olaf Skaktavl Alvssona označuje za "nejstatečnější srdce Norska".